# 巴特南-瓦兰
巴特南-瓦兰（法語：Battenans-Varin，法語發音：[batnɑ̃ vaʁɛ̃]）是法国杜省的一个市镇，属于蒙贝利亚尔区。

## 地理
巴特南-瓦兰（47°14'56"N, 6°42'43"E）面积6.38 平方千米，位于法国勃艮第-弗朗什-孔泰大區杜省，该省份为法国东部内陆省份，北起上索恩省，西接汝拉省，东部及东南部与瑞士接壤，东北部与贝尔福地区省接壤。
与巴特南-瓦兰接壤的市镇（或旧市镇、城区）包括：库尔-圣莫里斯、蒙德武涅、奥尔让-布朗什方丹、罗叙勒、圣于连莱吕塞、沃克吕兹。

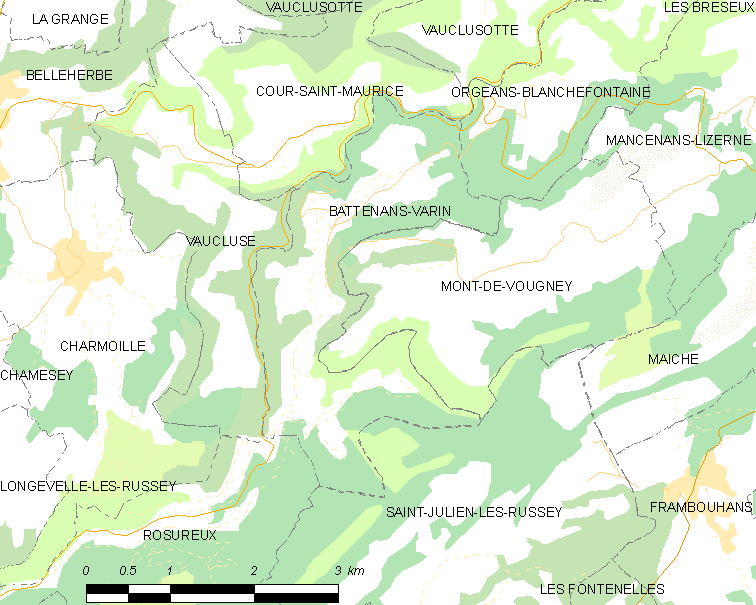
巴特南-瓦兰的OSM定位图

巴特南-瓦兰的时区为UTC+01:00、UTC+02:00（夏令时）。

## 行政
巴特南-瓦兰的邮政编码为25380，INSEE市镇编码为25046。

## 政治
巴特南-瓦兰所属的省级选区为瓦尔达翁县。

## 人口

1962-2008年间巴特南-瓦兰人口变化图示

巴特南-瓦兰于2022年1月1日时的人口数量为79人。